# Ibrahim Bej (dyplomata)
Ibrahim Bej (także Ebrahim, Strozzeni, Strotschenius, Abraham Struza, ur. jako Joachim Strasz h. Odrowąż, zm. 9 czerwca 1571, prawdopodobnie w Stambule) – polski szlachcic, który przeszedł na służbę turecką i na islam, dragoman osmański.
Po wzięciu w jasyr trafił na dwór turecki. Pełnił tam liczne funkcje dzięki znajomości języków (polski, turecki, arabski, łaciński, niemiecki i włoski). W 1569 był przyjmowany przez króla Polski Zygmunta Augusta jako poseł turecki. Z poselstwem przybył także w 1564 (nie wiadomo, czy doszło wówczas do audiencji). Posłował także do innych państw. Opiekował się m.in. Krzysztofem Dzierżkiem podczas jego pobytu w Turcji. Po jego śmierci pisma sułtańskie do Polski pisano już jedynie po turecku, bez tłumaczenia na polski.